# Chlorops grossus
Chlorops grossus är en tvåvingeart som beskrevs av Malloch 1931. Chlorops grossus ingår i släktet Chlorops och familjen fritflugor. Inga underarter finns listade i Catalogue of Life.